# やる気まんまん (漫画)
『やる気まんまん』（やるきまんまん）は、作画：横山まさみち、原作：牛次郎による日本の成人向け漫画作品。

## 作品解説
夕刊紙の日刊ゲンダイに、タブロイド版の1ページを使って『やる気まんまん』『新やる気まんまん』『やる気まんまん 性遊記』が1977年から1996年まで連載されていた 。1996年からは横山が原作も担当し、主役級キャラクターであるオットセイの設定など大筋はそのままに、続編的作品である『それいけ!!大将』を掲載。横山は2003年10月14日に死去したが、生前中に原稿を完成させており、その原稿の掲載終了とともに完結した。その後、2005年9月から2007年3月まで傑作選が3部に分かれて再連載された。
成人向け漫画のためストーリーの中心は性行為であるが、購入に年齢制限のない夕刊紙に掲載されていたため、性器については婉曲的な描写がされており、男性器（陰茎）はオットセイ（アナルセックスを嫌うなど、人格もある）、女性器は二枚貝、巻貝の両方で描写されていた 。なお、関西テレビ制作のオークションバラエティー番組『とんねるずのハンマープライス』で、「貝役として出演出来る権利」が出品されたことがあり、若い女性が落札した。
単行本は一度絶版になったが、2006年5月にマガジンファイブによって復刊されている。また、オットセイのキャラクターはピンバッジとして商品化もされている。
1989年にアニメ化もされ、東映ビデオから東映Vアニメレーベルで計3作がリリースされている。2007年には成人向け映画として実写化もされた。
2007年10月から2008年7月にかけて、関連作品『それいけ! オット君『谷間の湿地帯』探検記』が「横山まさみちプロダクション」執筆で週刊実話にて連載された。
2007年12月、東京都練馬区の横山まさみちの事務所の書庫から本作の原画約800枚（400万円相当）が盗み出された。事件当時、事務所がある建物の別の部屋に住んでいた26歳の女性が2009年4月に逮捕されたが、原画は東京・神保町の古本屋に数万円で売却されており、約80枚は回収したものの残りは転売されていた。
2020年6月29日発売の日刊ゲンダイにて17年振りの新シリーズ『新やる気まんまん オット！どっこい』の連載が開始。作画は山田参助が担当。同作が2022年末に完結を迎えた後は、本作のシリーズ復活の第2弾作品『新やる気まんまん 警視庁SEX捜査官』の連載が同紙にて開始されている。作画は霧隠サブローが担当。

## シリーズ作品
主人公が性技を駆使して、自分の男性器にしてその分身的存在であるオットセイと共に「先に相手をイかせた方が勝ち」というルールで数々の美女とセックスファイトを行う、というプロットは全作共通している。

### 横山まさみち作画の作品
やる気まんまん
江戸時代から代々続く精力剤の老舗"四つ目屋本舗"の14代目当主・泊 蛮平（とまり ばんぺい）が主人公。単行本は講談社より全8巻。蛮平は新薬「おとぎ丸S」の効果をアピールすべく、この薬と性技を駆使して10人の美女たちを相手にセックスファイトを行うことに。10人の女性とのセックスファイトに勝利した絶倫ぶりにより、これを皮切りに蛮平は性技に憶えのある女性たちを相手にセックスファイトを行うこととなる。
新やる気まんまん
5部構成であり、それぞれ主人公と世界観が異なる。単行本は双葉社アルタ・コミックスで全15巻。
第1部
現代に生きる性忍・陽賀流の十九代目である浮世丸 金介（うきよまる きんすけ）が主人公。セックスピンチヒッターとして性忍法を駆使する金介の前に、秘伝書「五淫の書」を奪うべく、宿敵の性忍集団・陰賀流が立ちはだかる。単行本1～4巻収録。
第2部
江戸時代から続く総検校の家柄を継ぐセックスマッサージ師右手 指之介（めて ゆびのすけ）が主人公。多数の不感症患者を治療し性指技道日本一を名乗る指之介を打倒せんと、裏検校・上条流の刺客達が襲い来る。なお、指之介は初代・やる気まんまんの主人公である泊蛮平の弟（養子に出されたという設定）。この部のみ性器のモチーフがペンギンになっている。単行本5～8巻収録。
第3部
主人公は江戸時代、吉原の遊郭で床技を指南していた髪部屋衆（かんべやし）の末裔・洗 一発（あらい いっぱつ）。同じく遊女であった白拍子の末裔である性錬寺一派は、女を嬲り者にした髪部屋衆へ復讐すべく一発にセックスファイトを挑む。一発と性錬寺一派との壮絶な戦いが始まった。単行本9～12巻収録。
第4部
普段は冴えない営業マンである無九利 一心太（むくり いっしんた）は、実は豊臣秀吉に御伽衆として仕えた曽呂利新左衛門の直系。影のセックスカウンセラー「無九利道」を再興すべく、 一心太は夜の街を飛び回るのだった。そんな一心太を商売敵とみなすヘビーSEX・ファイターなる集団が戦いを挑んでくる。単行本13～14巻収録。
第5部
陰毛を見ただけで人間の運命を言い当てられるという「毛相学」を極めた男、音山 清五郎（おとやま せいごろう）が主人公。清五郎の鼻を明かさんとするポルノハウスの刺客達を、毛相学と得意の性戯を駆使し打倒していく。単行本15巻収録。
やる気まんまん 性遊記
ソープランド業界の大手「淀君グループ」の御曹司・神納 数馬（かんのう かずま）が主人公。エイズ騒動やセックス産業の多様化などでグループの業績が落ち込んでいることに危機感を持った数馬の父にして淀君グループの総帥である神能 栄介（かんのう えいすけ）から全国セックス産業の実態調査と跡取りとしての修行のため、「セックス武者修行」を課されたことで神納家の跡取りとして日本各地を回り、各地の女性たちとセックスファイトを繰り広げる。単行本はケント出版よりケント・コミックスのレーベルで全1巻。
それいけ!!大将
1996年より2003年まで連載された。前3作とは異なり、横山自身が原作も手掛けている。オットセイの設定は前作のままである。

### 他の作家による作品
横山まさみち以外の作画による作品群。
新やる気まんまん オット！どっこい
2020年6月29日より山田参助の作画により連載。とある問題を抱えた35歳の普通のサラリーマン・張本 雁太（はりもと がんた）を主人公とした物語。謎の力で股間にオットセイを宿してしまった雁太が、失われた自信を取り戻すべく多彩なセックスファイトに挑む。単行本はリイド社より既刊1巻。後にGoogle Playより全7巻が電子書籍で配信。
新やる気まんまん 警視庁SEX捜査官
2023年1月5日より霧隠サブローの作画により連載。増加するセックス犯罪に立ち向かうべく、警視庁はSEX捜査課なる組織を極秘に結成。その捜査官である男谷 精六（おたに せいろく）と助手真希 レイカ（まき レイカ）がこの世を乱すセックス犯罪者達を成敗する。SEX捜査官はあくまでセックスファイトによってのみ逮捕可能であるが、レイカはセックスファイトに参加しない。単行本はGoogle Playより全3巻が電子書籍で配信。

## アニメ
1989年から1990年にかけて東映VアニメレーベルのOVAとして全3巻でリリース。各巻いずれも30分。アニメ製作はナックが担当。シリーズ第3作『性遊記』を原作としている。数馬が新幹線で移動するシーンや、夜の歓楽街のシーンなどには実写のビデオ映像が用いられている。
1991年には株式業界で活躍する豊臣証券のビジネスマン・西野万太郎を主人公とした外伝的作品である『あげまんと福ちん』が上記OVAのスタッフにより製作されており、キャストにも引継ぎが見られる。なお『あげまん-』はMY-VIDEOからの発売のため、東映Vアニメではない。また、『あげまん-』は巻末にて第2部（第2巻）の次回予告がなされ、万太郎の命を狙う刺客として新ヒロインの登場も告知されていたが、1巻のみのリリースで未完となっている。
2006年から2007年にかけて、これら4作品がラインコミュニケーションズよりDVDでリリースされた。
作品リスト
- 『やる気まんまん秘技芸者編』（1989年8月25日発売）
- 『やる気まんまん2昇天!ソープ嬢』（1990年3月9日発売）
- 『やる気まんまん3 〜KYOTO ハーレムナイト〜』（1990年8月10日発売）
- 『あげまんと福ちん』（1991年12月21日発売）

スタッフ
カッコ内の数字はそれぞれ、『やる気まんまん』の1巻、2巻、3巻を指す。
- 企画・製作：西野聖市※1
- プロデューサー：西野範子、張江肇※2
- 監督：木暮輝夫（1、3、あげまん）、落合正宗（2）
- キャラクターデザイン：木暮輝夫（2）、狭山次郎（3）、横山まさみち（あげまん）
- 脚本：西尾正人（やる気まんまん）、よしいけすすめ（あげまん）
- 作画監督：狭山次郎
- 絵コンテ・演出：木暮輝夫（1、3）、三水一央（2）
- 美術：李剛人（あげまん）
- 美術監督：桜一郎（1）、小橋坂かよ子（2）、孫秀光（3）、長尾仁（あげまん）※3
- 撮影監督：弘野正之（1）、広川二三男（2）、趙福東（3）、島明（あげまん）
- 音響監督：本田保則
- 音楽：高橋五郎（やる気まんまん）、竹村次郎（あげまん）
- 製作・発売元：株式会社KNACK
- 発売：東映株式会社（やる気まんまん）、MY-VIDEO（あげまん）

備考
※1．『あげまん-』では企画・監修としてクレジット。
※2．『あげまん-』ではプロデューサーは西野範子のみ。
※3．『あげまん-』では美術デザインとしてクレジット。
キャスト
『あげまん-』ではアーツビジョンがキャスティングに協力しており、当時のアーツビジョン所属声優が多数出演している。　
- 神納数馬：島田敏※1
- オットセイ：緒方賢一※2
- 神納栄介：田辺洋行※3
- ナレーター：沢木郁也（1）、篠崎道彦（2）、木村昌弘（3）

1巻-2巻で登場
- 菊丸（1）：沢田和猫
- 満千代（1）：葉月真理子
- 芸者（1）：佐藤由美、加藤真理子
- 人魚（1）：高坂真琴
- 支配人（1）：西坂啓太
- マリー（2）：豊丸
- 山城（2）：大泉滉※4
- 槇原（2）：永田正臣
- サブ・マネージャー（2）：藤山秀
- 足トセイ（2）：永井広洋

3巻で登場
- 珠代：望月美由紀
- 由香：柴田京子
- ジェーン：村上麗奈
- 金平：小平謙二
- 女将：蜂須賀洋子
- 幽水比丘尼：花田信子
- アナウンス：鈴木薫
- 男A：勝又正
- 男B：三田村進
- ボーイ：折野清
- 中居：羽村節子

あげまんと福ちん
- 豊丸：佐々木るん
- 千代丸：浅野典子
- 角下総理：石森達幸
- 安井カネ：竹口安芸子
- 江川支店長：喜多川拓郎
- 白神銀二：徳丸完
- 大宮：山口健
- 矢吹：中村大樹
- 池田一郎：岡和男
- 田中：大塚芳忠
- 井本助造：島香裕
- 山木：河合義雄
- 青柳：小林通孝
- 桜貝ジュン：高田由美
- 社員：紅みか
- 子供：木藤聡子

備考
※1．第2巻、第3巻ではエンディングのスタッフロールにて磯貝成二名義でクレジット。『あげまん-』では主人公・西野万太郎の声を担当。
※2．第2巻、第3巻ではエンディングのスタッフロールにて糸賀忠志名義でクレジット。『あげまん-』でもオットセイの声を担当。
※3．第2巻、第3巻ではエンディングのスタッフロールにて米谷邦夫名義でクレジット。
※4．『あげまん-』ではAV監督・大泉監督の声を担当し、特別出演でクレジットされている。
主題歌・挿入歌
やる気まんまん
- 第1巻主題歌「貝づくし」（歌：小坂橋博司）
- 第1巻挿入歌「ソレソレ音頭」（歌：後藤叶圭）
  - 2曲ともに作詞：西尾正人 / 作曲：高橋五郎。

- 第2巻、第3巻主題歌「男の戦場」（歌：島田敏、緒方賢一）
  - 作詞：中山大三郎 / 作曲：高橋五郎。エンディングでのクレジット表記では歌手名はキャラクター名義となっていて、神納数馬、オットセイと表記。この曲を収録したテイチクのレコードのジャケット表記では、緒方の表記が尾形賢一となっている。

- 第2巻挿入歌「つかれているなら」（歌：豊丸）
  - 作詞：中山大三郎 / 作曲：高橋五郎

- 第3巻挿入歌「夢の翼」（歌：小倉新二）
  - 作詞：白鳥園枝 / 作曲：岸田康介 / 編曲：川村栄二

あげまんと福ちん
- 主題歌「なあ…お前」（歌：神奈月）
- 挿入歌「理不尽」（歌：美並あき子）
  - 2曲ともに作詞：水口みち子 / 作曲・編曲：竹村次郎。

## 実写映画
2007年、漫画家であり映画監督でもある杉作J太郎が実写映画化。主演は俳優の中野英雄、共演には豪華かつ異色の出演者が多数登場し、加藤鷹（AV男優）や 久保新二（ピンク映画ポルノ俳優）などが出演している。オットセイなどの性描写には、中野英雄、金山一彦、松田ケイジ、真勝國之などが出演。杉作J太郎監督作品だけに、掟ポルシェ、吉田豪などの男の墓場プロダクションでおなじみの面々も参加している。